# Umberto Colombo (atleta)
Umberto Colombo (Brembate di Sopra, 1880 – ...) è stato un velocista italiano.
Prese parte ai Giochi olimpici di Parigi 1900 nelle gare dei 100 metri e 400 metri piani, non riuscendo però a raggiungere le fasi finali.

## Palmarès
| Anno | Manifestazione  | Sede   | Evento    | Risultato | Prestazione | Note |
| ---- | --------------- | ------ | --------- | --------- | ----------- | ---- |
| 1900 | Giochi olimpici | Parigi | 100 metri | batterie  | n/d         |      |
| 1900 | Giochi olimpici | Parigi | 400 metri | batterie  | n/d         |      |